# Manuel Rubio y Borrás
Manuel Rubio y Borrás (Madrid, 1865-Barcelona, 1939) fue un bibliotecario, arqueólogo, cronista y escritor español.

## Biografía
Nacido en Madrid en 1865, fue archivero, bibliotecario y oficial del Archivo General del Reyno de Valencia, así como jefe de la sección de Bibliotecas de la Universidad de Barcelona. Fue autor de obras como Nueva guía de Valladolid (1895), Nueva guía de Burgos y su provincia (1901), Arenas de Barcelona (1911), Guía del estudiante en Cataluña (1913), El Archivo Universitario de Barcelona (1913), Motines y algaradas de estudiantes en las Universidades de Barcelona y Cervera y curiosas noticias acerca de la vida escolar (1914) e Historia de la Real y Pontíficia Universidad de Cervera (1915-1916). Falleció en Barcelona en 1939. Su hijo Ignacio siguió sus pasos como archivero y bibliotecario.